# Klevan
Klevan (în ucraineană Клевань) este o așezare de tip urban din raionul Rivne, regiunea Rivne, Ucraina. În afara localității principale, nu cuprinde și alte sate.

## Demografie
Componența lingvistică a așezării de tip urban Klevan
     Ucraineană (98,11%)
     Rusă (1,78%)
     Alte limbi (0,07%)
Conform recensământului din 2001, majoritatea populației așezării de tip urban Klevan era vorbitoare de ucraineană (98,11%), existând în minoritate și vorbitori de rusă (1,78%).